# Amphoe Mueang Nonthaburi

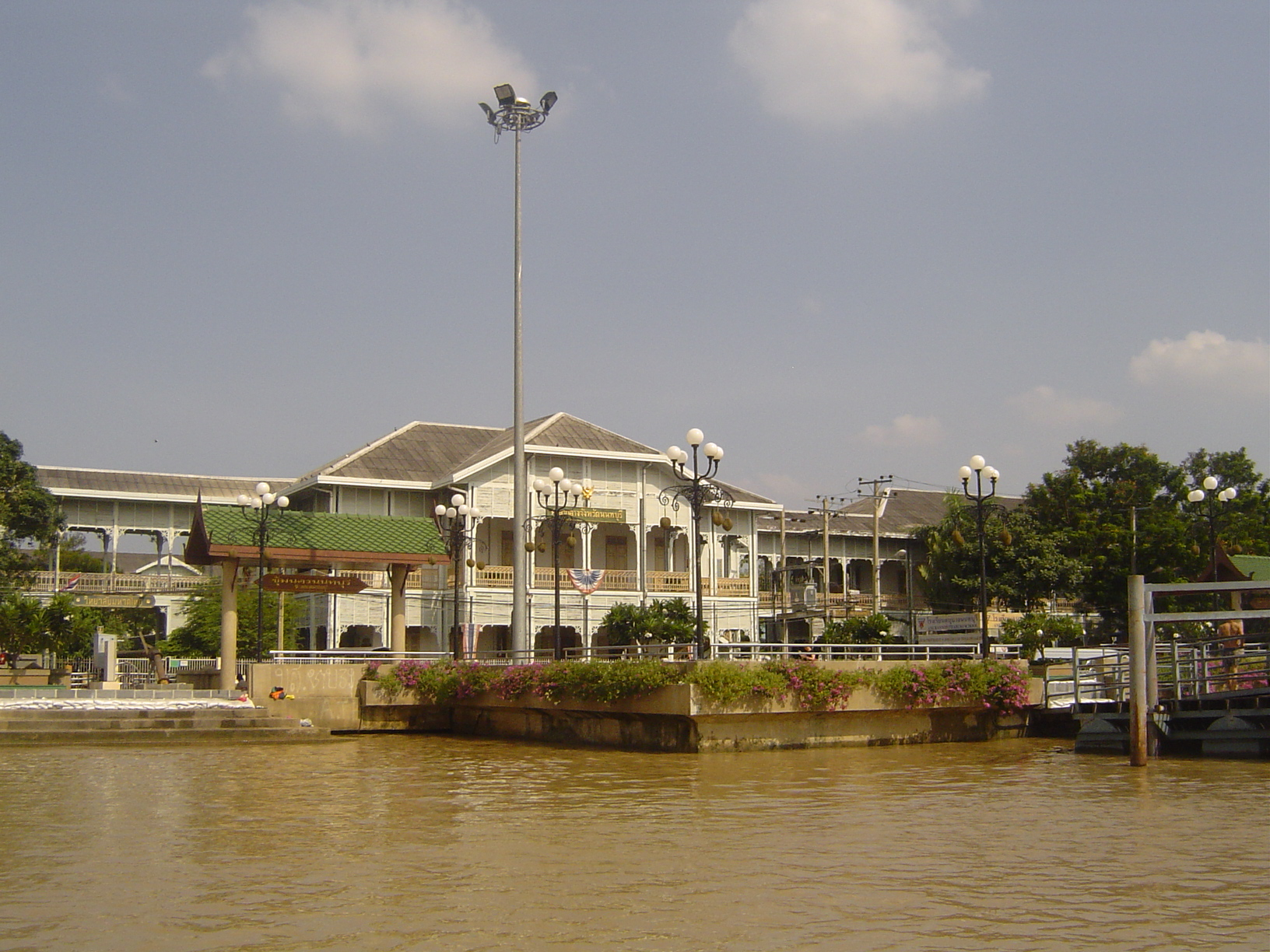
Altes Rathaus

Amphoe Mueang Nonthaburi (Thai อำเภอ เมืองนนทบุรี}, Aussprache: ʔāmpʰɤ̄ː mɯ̄aŋ nōntʰáʔbūrīː) ist ein Landkreis (Amphoe – Verwaltungs-Distrikt) im Südosten der Provinz Nonthaburi. Die Provinz Nonthaburi liegt in der Zentralregion von Thailand.

## Geographie
Nonthaburi liegt 20 Kilometer nördlich der Landeshauptstadt Bangkok am Mae Nam Chao Phraya (Chao-Phraya-Fluss).
Amphoe Mueang Nonthaburi grenzt an die folgenden Landkreise (von Süden im Uhrzeigersinn): an die Amphoe Bang Kruai, Bang Yai, Bang Bua Thong und Pak Kret in der Provinz Nonthaburi sowie an die Distrikte (Khet) Lak Si, Chatuchak und Bang Sue von Bangkok.
Amphoe Mueang Nonthaburi wird vom Mae Nam Chao Phraya, dem wichtigsten Strom Zentralthailands, durchflossen. Er gliedert den Bezirk in einen sehr dicht besiedelten östlichen Teil, der vollständig von der Großstadt (Thesaban Nakhon) Nonthaburi eingenommen wird (hier leben fast drei Viertel der Bevölkerung des Bezirks), und einen eher suburban geprägten westlichen Teil.

## Geschichte
Der Landkreis Mueang Nonthaburi hieß ursprünglich Talat Khwan, es ist jedoch unsicher, wann er eingerichtet wurde. Im Jahr 1917 wurde die Provinzverwaltung von Nonthaburi in diesen Bezirk verlegt, seit jener Zeit heißt er Mueang Nonthaburi.
Vom 1. Januar 1943 bis 9. Mai 1946 war der Bezirk Teil der Hauptstadt Bangkok und wurde einfach in Nonthaburi umbenannt.
Nachdem die Provinz erneut eingerichtet worden war, wurde der Name zurück in Mueang Nonthaburi geändert.

## Religion

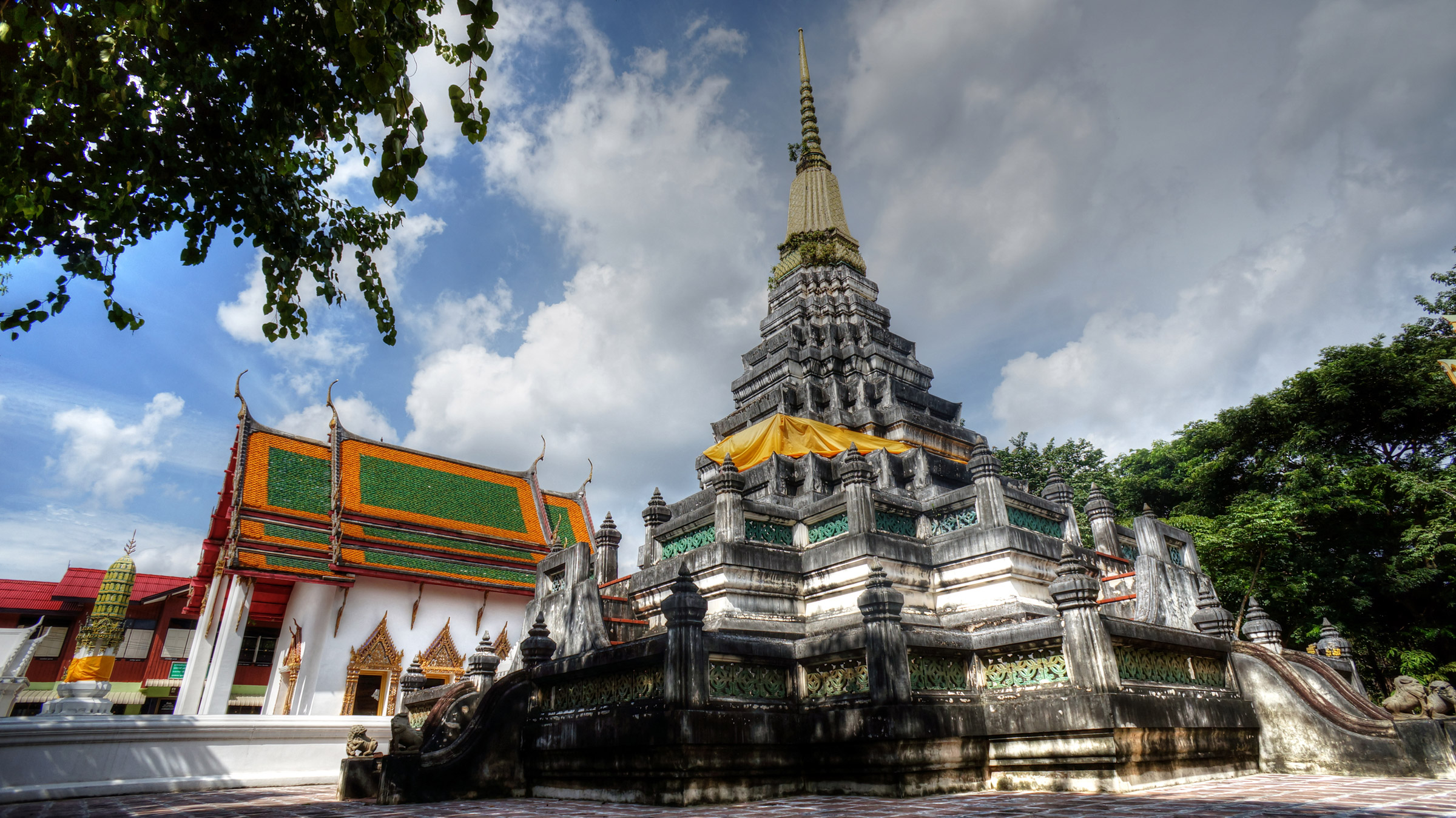
Wat Chotikaram

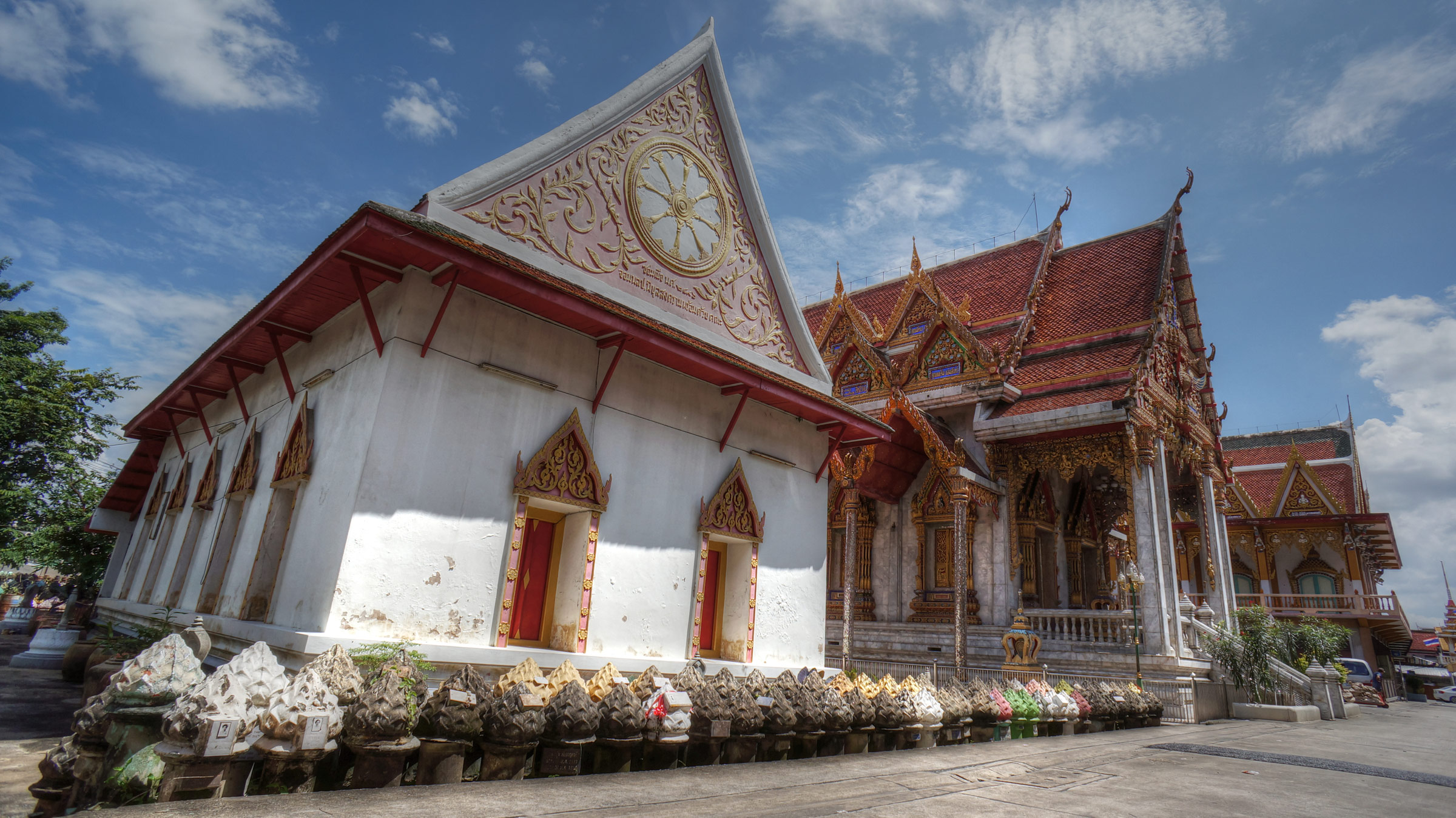
Wat Pak Nam

- Wat Chaloem Phra Kiat
- Wat Khema Phirataram
- Wat Prasat
- Wat Chomphuwek
- Wat Chotikaram
- Wat Khang Khao
- Wat Pak Nam Nonthaburi
- Wat Tamnak Tai
- Wat Pa Lelai (aufgegeben)

## Verkehr

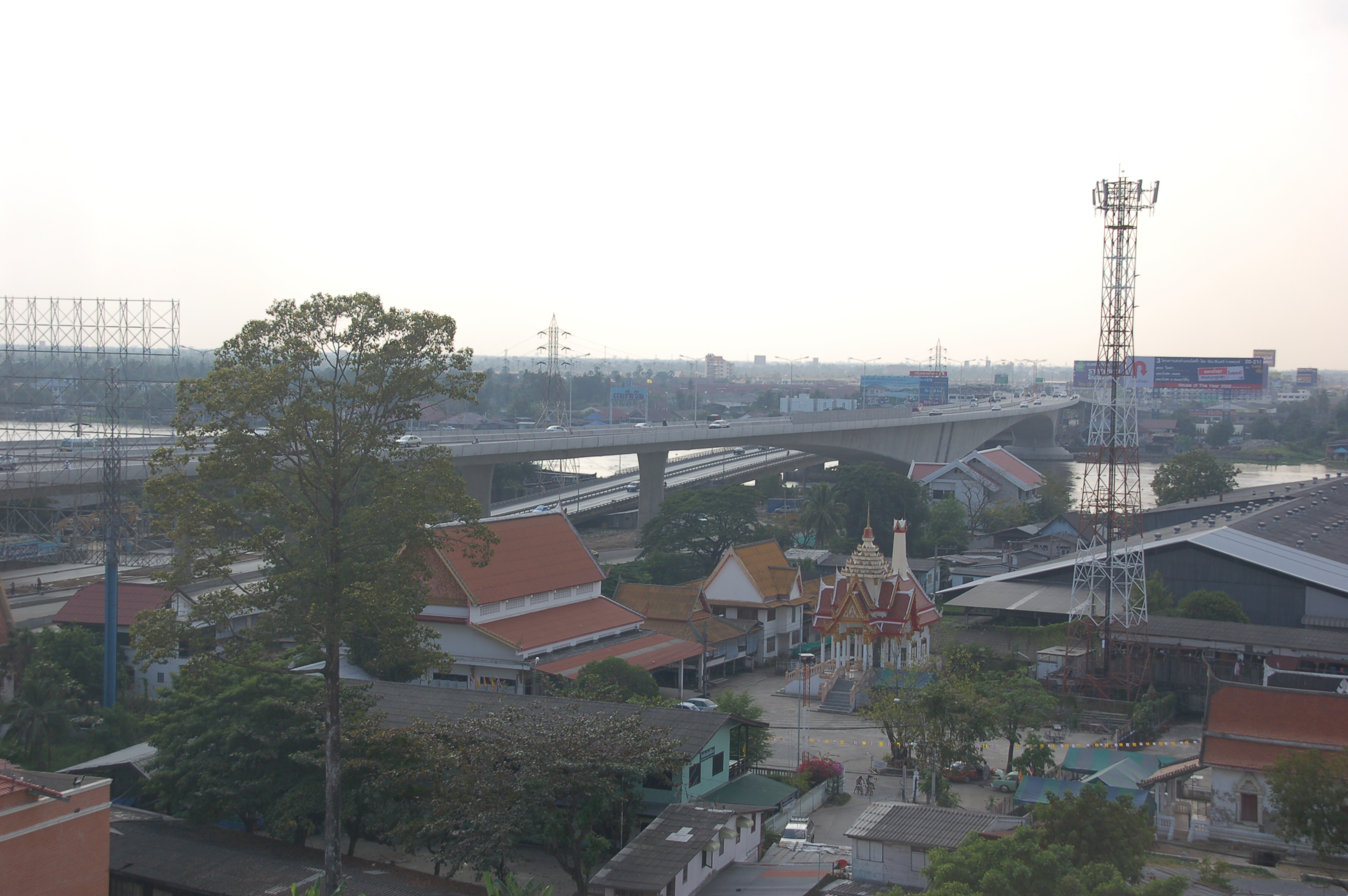
Die beiden parallelen Phra-Nang-Klao-Brücken über den Chao Phraya

Der äußere Osten von Amphoe Mueang Nonthaburi wird vom Sirat-Expressway durchquert, einer mautpflichtigen Hochstraße für den nördlichen Ausfallverkehr von Bangkok. Eine weitere wichtige Verbindungsstraße ist die Ngam-Wong-Wan-Straße (Nationalstraße 302), die Nonthaburi mit dem Bangkoker Bezirk Chatuchak verbindet. In westlicher Richtung trägt die Nationalstraße 302 den Namen Rattanathibet-Straße und führt zur Ratchaphruek-Straße und zur Kanchanaphisek Straße (Outer Bangkok Ring Road). Die Tiwanon-Straße (Nationalstraße 306) führt in nördlicher Richtung in das benachbarte Pak Kret. Ihre südliche Fortsetzung, die Phibunsongkhram-Straße, führt in den Bangkoker Bezirk Bang Sue.
Die am Flussufer gelegenen Teile von Amphoe Mueang Nonthaburi sind mit den Chao-Phraya-Expressbooten erreichbar. Diese haben auf der östlichen Seite fünf (Phibunsongkhram 1, Wat Khema, Phibunsongkhram 2, Nonthaburi/Phibunsongkhram 3 und Krasuang Phanit (Handelsministerium)) und auf der westlichen zwei Anlegestellen (Wat Tuek, Wat Kian).
Amphoe Mueang Nonthaburi hat keine Eisenbahnstation. Seit 2016 ist es aber durch die violette Linie der Bangkok Metro (MRT) mit dem Massenverkehrssystem der Hauptstadt verbunden. Diese stellt einen Anschluss der Provinz Nonthaburi zur bestehenden blauen Linie her.
Es gibt auf dem Gebiet von Amphoe Mueang Nonthaburi drei Straßenbrücken über den Chao Phraya: Die 1985 fertiggestellte Phra-Nang-Klao-Brücke und die weiter flussabwärts befindliche, 2002 eröffnete Rama-V.-Brücke (Saphan Phra Ram 5). Zur Entlastung der Phra-Nang-Klao-Brücke wurde 2008 unmittelbar parallel zu dieser eine weitere, sechsspurig ausgeführte Brücke eröffnet; zusammen bilden sie jetzt eine Art Doppelbrücke. Eine weitere, zwischen Phra Nang Klao und Rama V. gelegene Querung, die als sechsspurige Extradosed-Brücke ausgeführt wird, soll Ende 2014 eröffnet werden. Im Rahmen des MRT-Ausbaus ist außerdem noch eine Brücke für die neue Schnellbahn im Entstehen. Diese wird neben den beiden bestehenden Phra-Nang-Klao-Brücken gebaut und trägt daher als Projektnamen Phra Nang Klao 3.

## Regierung und Justiz
In Amphoe Mueang Nonthaburi sitzen das thailändische Handels- und das Gesundheitsministerium.
In diesem Bezirk befindet sich außerdem das Zentralgefängnis für Männer Bang Kwang, das einen Ruf für besonders harte Haftbedingungen hat und bei westlichen Ausländern unter dem zynischen Beinamen „Bangkok Hilton“ bekannt ist.

## Verwaltung

### Provinzverwaltung
Der Landkreis Mueang Nonthaburi ist in zehn Tambon („Unterbezirke“ oder „Gemeinden“) eingeteilt, die sich weiter in 70 Muban („Dörfer“) unterteilen.
| Nr.  | Name           | Thai      | Muban | Einw.  |
| ---- | -------------- | --------- | ----- | ------ |
| 01.  | Suan Yai       | สวนใหญ่    | 0-    | 36.591 |
| 02.  | Talat Khwan    | ตลาดขวัญ   | 0-    | 50.449 |
| 03.  | Bang Khen      | บางเขน    | 0-    | 41.633 |
| 04.  | Bang Kraso     | บางกระสอ  | 0-    | 54.455 |
| 05.  | Tha Sai        | ท่าทราย    | 0-    | 73.490 |
| 06.  | Bang Phai      | บางไผ่     | 05    | 09.935 |
| 07.  | Bang Si Mueang | บางศรีเมือง | 0-    | 23.259 |
| 08.  | Bang Krang     | บางกร่าง   | 10    | 27.167 |
| 09.  | Sai Ma         | ไทรม้า     | 06    | 21.002 |
| 010. | Bang Rak Noi   | บางรักน้อย  | 06    | 20.025 |

Hinweis: Die Daten der Muban liegen zum Teil noch nicht vor.

### Lokalverwaltung
Es gibt eine Kommune mit „Großstadt“-Status (Thesaban Nakhon) im Landkreis:
- Nonthaburi (Thai: เทศบาลนครนนทบุรี) bestehend aus den kompletten Tambon Suan Yai, Talat Khwan, Bang Khen, Bang Kraso, Tha Sai.

Es gibt eine Kommune mit „Stadt“-Status (Thesaban Mueang) im Landkreis:
- Bang Si Mueang (Thai: เทศบาลเมืองบางศรีเมือง) bestehend aus dem kompletten Tambon Bang Si Mueang und Teilen des Tambon Bang Krang.

Es gibt eine Kommune mit „Kleinstadt“-Status (Thesaban Tambon) im Landkreis:
- Sai Ma (Thai: เทศบาลตำบลไทรม้า) bestehend aus dem kompletten Tambon Sai Ma.

Außerdem gibt es drei „Tambon-Verwaltungsorganisationen“ (องค์การบริหารส่วนตำบล – Tambon Administrative Organizations, TAO)
- Bang Phai (Thai: องค์การบริหารส่วนตำบลบางไผ่) bestehend aus dem kompletten Tambon Bang Phai.
- Bang Krang (Thai: องค์การบริหารส่วนตำบลบางกร่าง) bestehend aus Teilen des Tambon Bang Krang.
- Bang Rak Noi (Thai: องค์การบริหารส่วนตำบลบางรักน้อย) bestehend aus dem kompletten Tambon Bang Rak Noi.